# Honorino Landa
Honorino Landa Vera (Puerto Natales, 1942. június 1. – Santiago, 1987. május 30.) chilei válogatott labdarúgó.
A chilei válogatott tagjaként részt vett az 1962-es és az 1966-os világbajnokságon.

## Sikerei, díjai
Unión Española
- Chilei bajnok (1): 1973

Chile
- Világbajnoki bronzérmes (1): 1962

Egyéni
- A chilei bajnokság gólkirálya (1): 1961